# Зелькі
Зелькі (пол. Zelki, нім. Neuhoff) — село в Польщі, у гміні Видміни Гіжицького повіту Вармінсько-Мазурського воєводства.
Населення — 334 особи (2011).
У 1975-1998 роках село належало до Сувальського воєводства.

## Демографія
Демографічна структура станом на 31 березня 2011 року:
|          | Загалом | Допрацездатний вік | Працездатний вік | Постпрацездатний вік |
| -------- | ------- | ------------------ | ---------------- | -------------------- |
| Чоловіки | 181     | 42                 | 129              | 10                   |
| Жінки    | 153     | 36                 | 89               | 28                   |
| Разом    | 334     | 78                 | 218              | 38                   |